# حباك النخيل الذهبي
حباك النخيل الذهبي (الاسم العلمي: Ploceus bojeri) نوع من الطيور الصغيرة من فصيلة الحباك، متوطن في إثيوبيا، كينيا، الصومال وتنزانيا.